# SSX 3
SSX 3 é um jogo de video game de snowboard publicado pela Electronic Arts e desenvolvido pela EA Sports BIG, que foi lançado no final de 2003. É o terceiro jogo da série SSX.

## Jogabilidade
Como nos títulos anteriores do SSX, os jogadores podem escolher um dos vários personagens, participar em corridas ou competições de truque, e ganhar recompensas.
A mudança mais óbvia para a série é a localização. Nos jogos anteriores, as faixas individuais foram localizados ao redor do mundo. No SSX 3, todo o jogo acontece em uma montanha, com três picos e várias corridas individuais. As corridas são designados como "race", "slopestyle", "superpipe", "big air", ou "backcountry",e as faixas são projetadas em conformidade. As pistas de corrida estão conectadas, e é possível daí embarcar através dessas faixas a partir do topo da montanha ao fundo sem parar ou recarregar cada faixa.
O sistema de recompensa também é modificado e melhorado. Embora algumas recompensas ainda são vinculados ao que o jogador recebe medalhas, mais recompensas são ganhas encontrando objectos escondidos nos concursos. Equipamentos, melhorias de status e "cheat characters" (modelos de personagens) estão disponíveis no jogo.
Graficamente o jogo é melhorado e fica "melhor" do que os jogos anteriores da série, apresentando um novo motor gráfico que adiciona várias melhorias visuais, como "Mountain effects": efeitos especiais da montanha do jogo, como um trovão. Além disso, o jogo é baseado em torno de uma "arquitetura" freeroaming semelhante àos jogos posteriores da série Tony Hawk's Pro Skater.
Outras mudanças notáveis incluem a introdução de um segundo nível de "Uber tricks", a eliminação de freestyle / BX placas / Alpine em favor de um tipo de placa única, e a eliminação de diferenças estatísticas entre os personagens, e a continuidade em faixas ligadas entre si por "Estações". Em geral, o jogo enfatiza a personalização muito mais do que nos jogos anteriores, por exemplo, placas diferentes não têm efeitos diferentes sobre a forma como eles executam, permitindo ao jogador escolher entre elas baseadas puramente em estética em vez de tomar as estatísticas em consideração, como era comum anteriormente.
Existem quatro maneiras de "conquistar a montanha" e de avançar para os picos mais elevados: Race, Freestyle, Freeride e Earnings.

## Personagens
SSX 3 apresenta 10 personagens principais, das quais 6 são membros retornando dos jogos anteriores da série SSX. Os seis veteranos no SSX são os seguintes: Elise Riggs (do Canadá), Zoe Payne (dos EUA), Moby Jones (do Reino Unido), Mackenzie "Mac" Fraser (dos EUA), Stark Psymon (do Canadá ), Kaori Nishidake(do Japão). Os quatro personagens estreando são os seguintes: Allegra Sauvegess (dos EUA), Griff Simmons (dos EUA), Nate Logan (dos EUA), Viggo Rolig (da Suécia). O jogador ganha dinheiro com o acabamento de várias funções do jogo, com o qual eles podem comprar acessórios para seu personagem.
Cada personagem apresenta uma série de acessórios comuns, bem como itens exclusivos, projetados especificamente para eles. A aquisição de acessórios que permite ao jogador criar uma versão diferente de seu personagem para diferenciá-los dos outros.
Além desses personagens, há o unlockable "cheat characters". Embora estes personagens ocultos são totalmente jogáveis, a maioria deles não tem animações únicas, na qualidade de voz ou acessórios equipáveis. Caracteres Cheat gama de personagens do passado da série SSX, tais como Seeiah Owens e Diez Marisol Delgado, para os snowboarders fantasia, como um boneco de neve ou um castor, e até mesmo Stretch de NBA Street.

## Trilha sonora
A trilha sonora do SSX 3 é uma mistura eclética de músicas de diversos gêneros, incluindo alternativas, trance, electro, drum & bass, punk, rock moderno, hip-hop. Como as versões anteriores, a acumulação de músicas tocadas durante o jogo é afetada pelo movimento do jogador no desembarque (ou não terra) grandes manobras, e tomando os caminhos mais difíceis da montanha.
Um CD contendo a compilação de varias músicas do jogo também foi lançado, apesar de não conter o título do jogo.
O CD da trilha sonora tem as seguintes músicas:
- 1. Fatboy Slim - Don't Let The Man Get You Down
- 2. Kinky - Mas
- 3. Röyksopp - Poor Leno (edit)
- 4. K-os - Freeze
- 5. Swollen Members - All Night
- 6. Audio Bullys - We Don't Care (edit)
- 7. The Chemical Brothers - Leave Home
- 8. The X-Ecutioners - Like This
- 9. N.E.R.D - Rock Star (Nevins Classic Clube Blaster edit)
- 10. The Faint - Glass Dance ( Paul Oakenfold remix )
- 11. Basement Jaxx - Do Your Thing (Jaxx remix Club)
- 12. Andy Hunter - Go
- 13. Placebo - Bitter End
- 14. MxPx - Play It Loud
- 15. Caesars - Jerk It Out
- 16. Jane's Addiction - Hypersonic
- 17. Deepsky - Ride

Tambem se encontran canções de músicos como: Alpine Stars, Aphrodite, Autopilot Off, Black Eyed Peas, Dilated Peoples, Felix da Housecat, Finger Eleven, Fischerspooner, Ima Robot, Junkie XL, Overseer, Queens of the Stone Age, Thrice e Yellowcard.

## Recepção
SSX 3 recebeu a aclamação universal em seu lançamento. A versão para PlayStation 2 tem atualmente um 93 no Metacritic.